# Згуладзе-Глуксманн Екатерина
Екатери́на Згула́дзе-Глуксманн (Екатеріне (Ека) Згуладзе, груз. ეკატერინე ზღულაძე; 18 червня 1978, Тбілісі, Грузинська РСР, СРСР) — грузинська та українська політична діячка. З 17 грудня 2014 по 11 травня 2016 була першою заступницею міністра внутрішніх справ України. Обіймала посаду заступниці міністра внутрішніх справ Грузії з 2005 до 2012 та виконувала обов'язки міністра внутрішніх справ Грузії з 20 вересня по 25 жовтня 2012.
Впродовж 2014—2015 років брала активну участь у радикальному реформуванні органів внутрішніх справ України. Фактично була кураторкою створення Національної поліції України. Саме її досвід подібних реформ в Грузії 2005—2012 років зіграв значну роль в створенні й розвитку української поліції.
За версією впливового американського журналу «Foreign Policy», заступниця міністра внутрішніх справ України Ека Згуладзе увійшла до сотні провідних світових мислителів 2015 року.

## Життєпис
Народилася у Тбілісі 18 червня 1978. Провела дитинство у районі Мтацмінда, вчилася у тбіліській школі № 47 на вулиці Читадзе. 1992 року отримала стипендію за програмою Freedom Support Act і протягом року навчалася в американській школі у штаті Оклахома (США). Продовжила навчання у Тбіліському державному університеті, на факультеті міжнародної журналістики. Після закінчення університету працювала перекладачкою в міжнародних організаціях. У 2004—2005 роках працювала у грузинському відділенні американського урядового агентства Millennium Challenge Corporation — організації «Виклики тисячоліття — Грузія».
Першим шлюбом була одружена з Георгієм Палавандішвілі, грузинським шоу-меном, з яким розлучилася після 12 років шлюбу. 2011 року одружилася з французьким журналістом і режисером Рафаелем Глуксманном, радником Михайла Саакашвілі та сином Андре Глуксмана. У другому шлюбі народила сина Олександра.

## Діяльність

### Робота в уряді Грузії

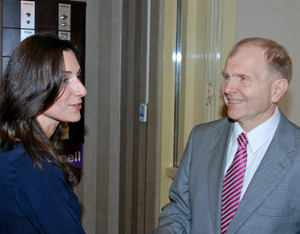
Ека Згуладзе і посол США в Молдові Вільям Мозер, 25 червня 2012

2005 призначена заступницею міністра внутрішніх справ Грузії, пропрацювала на цій посаді до 2012 року. Під час роботи на посаді Згуладзе неодноразово повідомляла пресі та громадськості офіційну точку зору МВС Грузії. Брала активну участь у скороченні та реструктуризації поліції Грузії під час реформ Саакашвілі—Бендукідзе. 2010 нагороджена Михайлом Саакашвілі Президентським орденом Сяйво.
З 20 вересня по 25 жовтня 2012 виконувала обов'язки міністра поліції та громадського порядку Грузії, після відходу у відставку міністра Бачо Ахалая у результаті скандалу навколо катувань у Глданській в'язниці. Пішла у відставку разом з урядом Мерабішвілі після перемоги опозиції на виборах 2012 року.

### Робота в уряді України
13 грудня 2014 отримала громадянство України за указом Президента Петра Порошенка, а 17 грудня на засіданні Кабінету міністрів Згуладзе була призначена першою заступницею міністра внутрішніх справ України. 25 грудня 2014 на брифінгу в міністерстві внутрішніх справ Згуладзе повідомила про ймовірне перейменування міліції в поліцію, про першочергове реформування патрульної служби та про майбутній набір в поліційні школи нового типу.

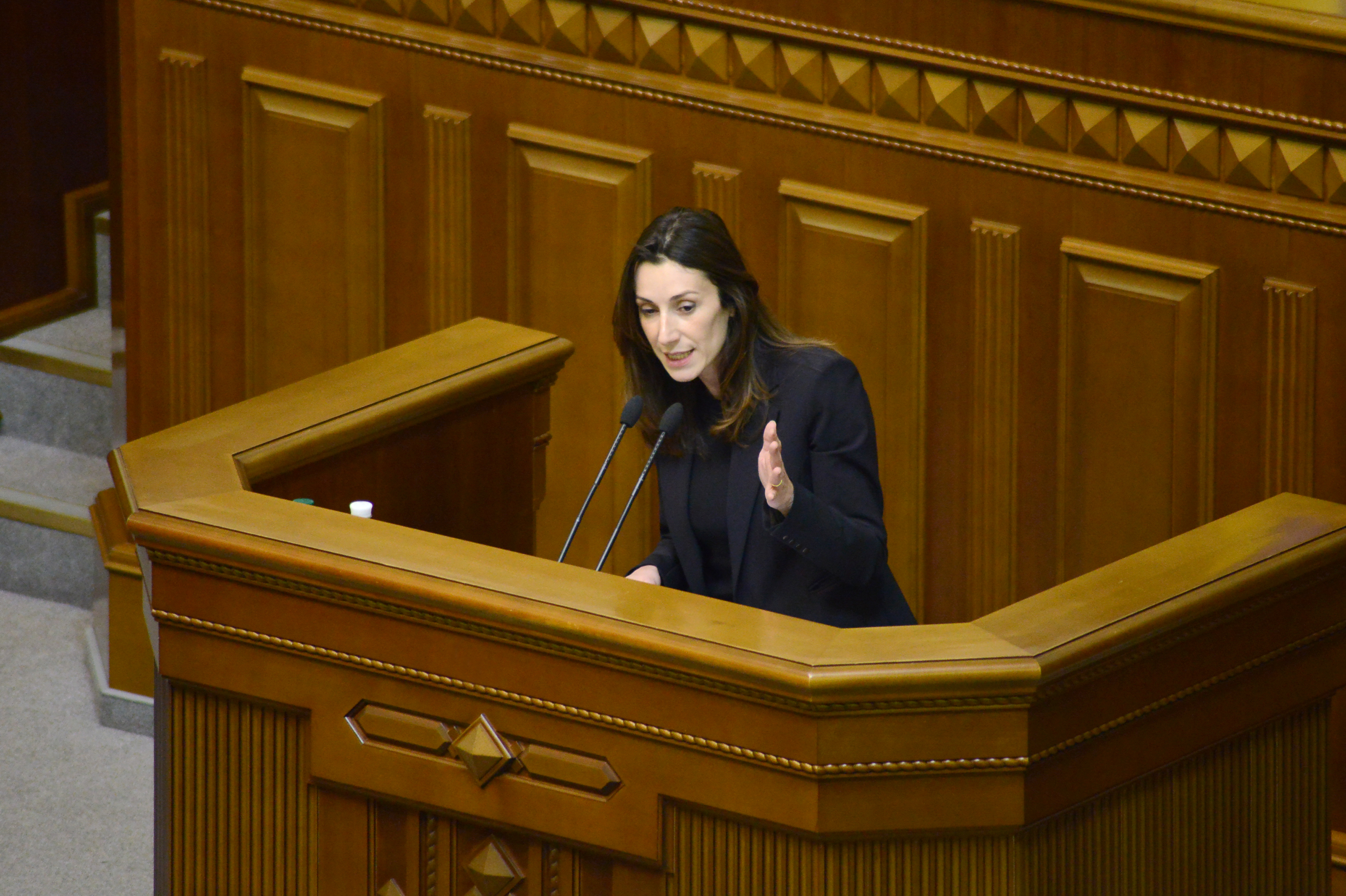
Виступ у Верховній Раді України, 2015 рік

Вже через три місяці після початку її роботи в уряді Президент Петро Порошенко висловив задоволення заступницею міністра внутрішніх справ Екою Згуладзе.
«Реформи у міністерстві внутрішніх справ здійснює фантастична жінка, яку я запросив до своєї команди і надав їй українське громадянство, яка проживала у Франції і має величезний досвід реформ у Грузії — це Ека Згуладзе», — резюмував глава держави.
25 грудня 2014 перша заступниця глави МВС Ека Згуладзе розповіла про реформу ДАІ і патрульної служби, набір кадрів на конкурсі та підвищення зарплат новій поліції.
Впродовж 2014—2015 років брала активну участь у радикальному реформуванні органів внутрішніх справ України. Фактично була кураторкою створення Національної поліції України. Саме її досвід подібних реформ в Грузії 2005—2012 років зіграв значну роль в створенні й розвитку української поліції.
4 червня 2015 Президент Петро Порошенко заявив, що бачить керівницею української поліції першу заступницю міністра внутрішніх справ Еку Згуладзе. Про це він заявив, виступаючи зі щорічним посланням до Верховної Ради про внутрішнє і зовнішнє становище України.
«У Києві нова патрульна служба, створенням якої опікується Ека Згулдзе, вже за кілька тижнів має покласти край легендарним поборам на дорогах. Почато ухвалення законів, що регламентують реформу МВС, які відокремлюють силові функції від політичних, створюють муніципальну варту і нову поліцію. До речі, її майбутнім головою я бачу таку людину, як пані Згуладзе», — сказав президент.
4 липня 2015, на Софійській площі в Києві на церемонії складання присяги нової патрульної поліції міністр внутрішніх справ Арсен Аваков та прем'єр Арсеній Яценюк вручили їй вишиванку з написом «Берегиня поліції». Таким чином, Арсеній Яценюк символічно відзначив внесок Згуладзе у створення нової поліції.

11 травня 2016 року Згуладзе подала у відставку з посади Першого заступника міністра внутрішніх справ України. Кабінет Міністрів України ухвалив рішення про відставку Еки Згуладзе на її прохання. У той же день Ека Згуладзе заявила, що залишається в команді реформаторів Міністерства внутрішніх справ України і очолить спеціально створену групу радників
|                                                            | Грузія — моя батьківщина, а з Україною в мене — зріла любов! |
| — Ека Згуладзе в інтерв'ю журналу "Elle", 22 вересня 2015. |                                                              |

Згуладзе, будучи першою заступницею міністра внутрішніх справ України, мешкала у Парижі.

## Нагороди
- Президентський орден Сяйво (Грузія)[26]